# Santa Ana (Costa Rica)
Santa Ana (dt.: Heilige Anna) ist eine Kleinstadt in der Provinz San José in Costa Rica.
Der Ort, der gut 11.000 Einwohner hat, liegt etwa 10 Kilometer westlich der Hauptstadt San José im Zentrum von Costa Rica in der Hochebene Valle Central.
Der internationale Flughafen Juan Santamaría liegt rund 10 Kilometer nordwestlich der Stadt.

## Persönlichkeiten
- Michael Umaña (* 1982), Fußballspieler
- Carlos Martínez (* 1999), Fußballspieler